# Albiez-le-Jeune
Albiez-le-Jeune is een gemeente in het Franse departement Savoie (regio Auvergne-Rhône-Alpes) en telt 111 inwoners (2009). De plaats maakt deel uit van het arrondissement Saint-Jean-de-Maurienne.
Het dorp is gelegen in het welbekende skigebied Les Sybelles.

## Geografie
De oppervlakte van Albiez-le-Jeune bedraagt 12,2 km², de bevolkingsdichtheid is dus 9,1 inwoners per km².
De onderstaande kaart toont de ligging van Albiez-le-Jeune met de belangrijkste infrastructuur en aangrenzende gemeenten.

## Demografie
Onderstaande figuur toont het verloop van het inwonertal (bron: INSEE-tellingen).